# 香川広景
香川 広景（かがわ ひろかげ）は、日本の戦国時代の武将。安芸国の戦国大名・毛利氏家臣。安芸香川氏の当主。

## 生涯
生年は不明だが、広景の誕生した頃は、以前の主家・安芸武田氏が没落し、毛利氏家臣として香川氏が活動し始めた時期にあたる。
父と共に安芸八木城を拠点として、佐東川を支配する川之内水軍（後の毛利水軍）の武将として活動した。毛利氏は大内領の周防国・長門国を併呑（防長経略）した後に出雲国の尼子氏との戦いに突入、永禄8年（1565年）の第二次月山富田城の戦いに広景も参加し、突出してきた尼子軍を撃退している。尼子氏滅亡後の永禄12年（1569年）、尼子勝久・山中幸盛率いる尼子再興軍は、出雲・伯耆国の旧尼子勢力を結集して、出雲へ侵入し、月山富田城を包囲した。その隙を付いて美作三浦氏が、尼子再興軍や備前国の戦国大名・宇喜多直家と手を結び、連合軍を形成して美作国に侵入し高田城に攻め寄せた。毛利氏から援軍として派遣された香川光景や広景、春継、叔父の勝雄らは高田城へ入城し、城将・安達信泰と共に抗戦したが、城内には尼子旧臣であった者が多数おり、内応者が続出して光景らは苦境に立たされた。戦いは尼子方が優勢であったが、香川一族らの奮戦によって、高田城は落城を免れるも、後に毛利軍は高田城を放棄して退却し、三浦貞広が高田城へ入城した。
天正4年（1576年）、織田氏との第一次木津川口の戦いでは、水軍の将として主力部隊を率いて参加。岩屋城に入った後、織田水軍の壊滅、石山本願寺への兵糧搬入の成功に寄与。没年は不詳であるが広景の死後、家督は嫡男の就景が継いだ。